# Arquitetura de rede
Arquitetura de rede é como se designa um conjunto de camadas e protocolos de rede. A especificação de uma arquitetura deve conter informações suficientes para permitir que um implementador desenvolva o programa ou construa o hardware de cada camada, de forma que ela obedeça corretamente ao protocolo adequado. 